# مكتب التحقيقات الفيدرالي (المحقق كونان)
مكتب التحقيقات الفيدرالي (باليابانية: 連邦捜査局)، (بالإنجليزية: (Federal Bureau of Investigation (FBI) ويعرف اختصاراً بال (أف.بي.آي) وهي من وكالة حكومية تابعة لوزارة العدل الأمريكية وتعمل كوكالة استخبارات داخلية وقوة لتطبيق القانون في الدولة، تمنع العمليات الإجرامية مثل القتل، الابتزاز، السرقة، الاغتيال والتهريب. وهي واحدة من الأطراف الرئيسية من المانجا وسلسلة الأنمي المحقق كونان، والتي يؤلفها الكاتب غوشو أوياما. (يلعنم أمريكا)
تنتشر مكاتب مكتب التحقيقات في الكثير من دول العالم. مكتب التحقيقات في اليابان هو المسؤول عن التحقيق في قضايا المنظمة السوداء ويقود جيمس بلاك مركز التحقيقات في طوكيو، و تحته العديد من العملاء أمثال شويتشي أكاي و جودي ستارلينغ وأندريه كاميل.

## القصة
قبل عشرين سنة قام مكتب التحقيقات الفيدرالي بعمل تحقيق بشأن المنظمة السوداء. ووقع أول اشتباك بين الجانبين عندما قامت بلموت بقتل والد ووالدة جودي ستارلينغ وكانت في الثامنة آنذاك، وأحرقت منزله ودمرت ملفاته التي تدين المنظمة.
قام أصدقاء والد جودي ستارلينغ بوضعها جبرًا في برنامج حماية الشهود، خاصة بعد معرفة المنظمة السوداء عنها. لكنها لم تلبث طويلا، حتى انضمت إلى FBI لاستكمال التحقيق الذي بدأه أبيها. وقبل خمس سنوات، تسلل عميل مكتب التحقيقات الفيدرالي أكاي شويتشي إلى المنظة السوداء تحت اسم مستعار (داي موروبوشي) (باليابانية: 諸星 大، بالروماجي: Moroboshi Dai)، وقام بمواعدة أكيمي ميانو، أخت آي هايبرا (شيهو ميانو) العالمة المخترعة للعقار عقار APTX4869 الذي تسبب بتقلص شينتشي كودو ليصبح كونان إيدوجاوا، من أجل استخدام نفوذها ولتسهيل إعطاء الـFBI المعلومات.
بعد أن استطاع أكاي شويتشي أن يصبح عميلاً في المنظمة السوداء وتم منحه الاسم المستعار راي (بالإنجليزية: Rye)، أصبح أكاي شويتشي يعمل تحت إمرة جين مباشرة. وضع مكتب التحقيقات الفدرالي خطة بأمل القبض على جين في مستودع حيث كان من المفترض أن يعقد اجتماعًا، لكن كُشف أمره بسبب خطأ من أندريه كاميل ففشلت مهمته وخرج من المنظمة. وبعد ذلك، عندما قتل جين صديقته اعتبره أكاي عدوه الشخصي. هدف مكتب التحقيقات الحالي هو القبض على بلموت التي تعتبر من الأعضاء المقربين من زعيم المنظمة. فهي تعمل كممثلة مشهورة في أمريكا من أجل إخفاء شخصيتها. ولهذا قام فريق من مكتب التحقيقات الفيدرالي بقيادة جيمس بلاك بنقل نشاط الفريق إلى اليابان والقيام بالتحقيق سرًا عن المنظمة بعيدًا عن معرفة السلطات اليابانية.
تتوالى الأحداث ويصبح كونان في صف الـ FBI بعد أن ساعد العميلة جودي سانتيمليون في البحث عن المنظمة وفي تخليصها من فخ عضوة المنظمة السوداء بلموت. فأمسكوا بإحدى أفراد المنظمة السوداء اسمها ميزوناشي رينا ولقبها «كير»، لكن تبين لهم أنها عميلة للـ وكالة المخابرات المركزية. فتعقد اتفاقًا مع شويتشي أكاي بأن تزود الـ FBI بالمعلومات، في مقابل مساعدتها مرة أخرى في دخول المنظمة وحماية أخيها الصغير إيسوكي هوندو من خطر المنظمة بوضعه تحت برنامج حماية الشهود.
لم تعد المنظمة السوداء تثق في ميزوناشي رينا بعد أن خطفها الـ FBI، فأرادت التأكد من ولائها التام لها. فأجبر جين ميزوناشي رينا على ترتيب لقاء مع شويتشي أكاي تخبره أنها تريد أن تكشف أسرار المنظمة، وتستغل قدومه وحده لتقتله. بالفعل حدث ما خطط له جين، وتم القضاء على شويتشي أكاي. بعدها حامت الشكوك حول موت أكاي وشكت المنظمة السوداء في الأمر، فاستعانت بعميلها بوربون للتحقيق في الأمر، وبمساعدة بلموت، قام بوربون بالتنكر بشكل أكاي مع حرق في وجهه للتأكد من موته عن طريق ردة فعل زملائه وأصدقائه المقربين، كما قام بوربون بالعمل كنادل في المقهى الواقع تحت وكالة كوغورو موري للتحريات للتأكد من موت شويتشي أكاي. لكن بمساعدة كونان إيدوجاوا و الدكتور هيروشي أغاسا، تم تلفيق عملية القتل ولم يعرف بها أحد، وتنكر أكاي بشخصية سوبارو أوكيا.

## العملاء
هناك العديد من العملاء في اليابان، ولكن خمسة فقط الذين وردت شخصياتهم في السلسلة حتى الآن.

أعضاء مكتب التحقيقات الفيدرالي من اليمين شويتشي أكاي متنكراً بشخصية سوبارو أوكيا، والعميل أندريه كاميل والعميلة جودي ستارلينغ.

- جيمس بلاك (بالإنجليزية: James Black) هي شخصية غامضة قليلة الكلام ورئيس مكتب التحقيقات الفيدرالي في الأنمي الياباني المحقق كونان. يعمل تحت قيادته العديد من العملاء مثل شويتشي أكاي وجودي ستارلينغ اللذان يعملان جاهدين للإمساك بالمنظمة السوداء. يعرف عنه أنه بريطاني الأصل حيث ولد في لندن، إنجلترا، لكنه ذهب إلى أمريكا وعاش هناك. أول ظهور له في الحلقة 258. ويعرف عنه أنه صديق لوالد العميلة جودي ستارلينغ.
- جودي ستارلينغ: فتاة ذكية جدًا، تتخذ من عملها كمعلمة اللغة الإنجليزية غطاء لها في جمع المعلومات، قتل أبيها على يد بلموت، ومنذ ذلك الحين تتوعد بالانتقام.
- شويتشي أكاي: أكثر عملاء مكتب التحقيقات الفيدرالي فطنة وذكاء، يعتبر الورقة الرابحة في يد مكتب التحقيقات الفيدرالي بسبب قوته في الإستنتاج ومهاراته في التخطيط ومعرفته السابقة بالمنظمة. يطلق عليه الرصاصة الفضية. أمرت المنظمة السوداء عضوتهم ميزوناشي رينا (وهي عميلة وكالة المخابرات المركزية تتجس على المنظمة) بأن تقتله ولكنه لفق موته بمساعدة كونان إدوغاوا والدكتور هيروشي أغاسا ويعيش متنكراً بشخصية سوبارو أوكيا.[11]
- والد جودي ستارلينغ: كان عميلا لمكتب التحقيقات الفيدرالي، لكنه قتل على يد بلموت قبل 20 عامًا.
- أندريه كاميل ألماني الأصل، ضخم الجسم، ماهر في القيادة بشكل ملفت للنظر،[12] في الماضي كشف هوية أكاي شويتشي الحقيقية للمنظمة السوداء عن طريق الخطأ.

## العلاقات

### مكتب التحقيقات والمنظمة السوداء
من المعروف أن كل من مكتب التحقيقات الفيدرالي والمنظمة السوداء أعداء لمدة لا تقل عن عشرين عاماً، عندما قتلت بلموت والدي جودي ستارلينغ عميل مكتب التحقيقات الفيدرالي. أما سبب نشوء هذه العدواه والصراع بينهم، غير معروف تماماً، لكن يغترض أن بداية الصراع كان بسبب عمليات قامت بها المنظمة في الولايات المتحدة الأمريكية. وقد أدت الاشتباكات المتكررة بين الطرفين إلى نشوء صراعات شخصية بين أفراد المنظمتين، مثل جودي ستارلينغ و بلموت، وبين جين وأكاي شويتشي. على الرغم من تلك الصراعات الشخصية، يبقى هناك نوع من الاحترام السائد بين الخصوم بسبب اعجاب الطرف بمناورات وتحركات الطرف الأخر. يذكر أن عميل مكتب التحقيقات الفيدرالي أكاي شويتشي قد انضم للمنظمة كعميل مزدوج تحت الاسم الرمزي راي، وقد كان قريباً جداً من الإمساك بجين، لولا خطاً ساذج من العميل أندريه كاميل، مما تسبب في خروج أكاي شويتشي بدون تحقيق أهدافه. تطلق المنظمة السوداء على أكاي شويتشي الذي تخشاه و يخشاه زعيمهم لقب الرصاصة الفضية، حيث يؤمنون بقدرته على الإطاحة بالمنظمة السوداء.

### مكتب التحقيقات و وكالة المخابرات المركزية
على الرغم من كونهما يعملان من أجل هدف واحد، فإن كلاً من مكتب التحقيقات الفيدرالي ووكالة المخابرات المركزية لديها مهمات سرية منفصلة تتعلق بالمنظمة السوداء. عدم وجود اتصال بين المؤسستين تسبب في كارثة مؤسفة عندما أراد مكتب التحقيقات الفيدرالي الإيقاع بعضوة المنظمة السوداء بلموت، لكن حدث ما لم يكن في الحسبان عندما تسببوا بإصابة هيديمي هوندو عميلة وكالة المخابرات المركزية التي تتجسس على المنظمة السوداء والتي تعرف باسم كير.
في بادئ الأمر اعتقد مكتب التحقيقات الفيدرالي أنه تمكن من القبض على عضو من أعضاء المنظمة السوداء، لكن بعد عمليات تحري وبحث مكثف من قبل كونان إيدوغاوا وعضو مكتب التحقيقات الفيدرالي أكاي شويتشي، عُرقت حقيقة كير، وأنها ما هي إلا عميلة مندسة من قبل وكالة المخابرات المركزية. نجحت هيديمي هوندو من الرجوع للمنظمة السوداء، بعدما توصل الطرفان باتفاق يقضي بحماية هوندو ايسوكي أخو هيديمي هوندو من خطر المنظمة بوضعه تحت برنامج حماية الشهود، في المقابل تقوم هيديمي هوندو بتزويد مكتب التحقيقات الفيدرالي بالمعلومات عن المنظمة و تحركاتها. ونجحت الخطة نجاحاً كبيراً، لكن ثقة المنظمة قد اهتزت جراء الحادثة. لذلك ومن أجل استعادة هيديمي هوندو لثقة المنظمة، طلب جين من كير (هيديمي هوندو) بالاتصال بعميل مكتب التحقيقات الفيدرالي أكاي شويتشي، واقناعه انها تريد الهروب من المنظمة السوداء، وتقوم بقتله عندما تلتقي به.

شويتشي أكاي.

لكن بفعل الخطة التي وضعها كونان إيدوغاوا و اختراعات الدكتور هيروشي أغاسا، اتقن أكاي شويتشي دوره ببراعه وأوهم المنظمة بموته برصاصة أُطلقت على الرأس من قبل هيديمي هوندو، وبعدها تنكر أكاي شويتشي بشخصية سوبارو أوكيا ليواصل هدفه نحو القضاء على المنظمة السوداء.

### مكتب التحقيقات والشرطة السرية
في بادئ الأمر أرادت الشرطة السرية القبض على أعضاء مكتب التحقيقات الفيدرالي بعد أن قاموا بالعمل بشكل غير قانوني في اليابان. حيث وصل ري فورويا عضو الشرطة السرية (يعمل جاسوساً في المنظمة السوداء تحت الاسم الرمزي بوربون) إلى حقيقة سوبارو أوكيا و أنه بالأصل أكاي شويتشي عميل مكتب التحقيقات الفيدرالي، لكن بمساعدة كونان إدوغاوا، تم إيهام ري فورويا أن سوبارو أوكيا لا علاقة له بأكاي شويتشي. في تلك اللحظات كانت جموع من الشرطة السرية تلاحق جودي سانتيميليون و أندريه كاميل عضوا مكتب التحقيقات الفيدرالي، ظهر أكاي شويتشي و انقذهم من الموقف المحرج، وتحدث مع ري فورويا عبر الهاتف، وأخبره بأنه آسف بشأن ذلك الشخص، قاصداً بذلك سكوتش عميل الشرطة السرية الذي قتل من قبل المنظمة السوداء بعد معرفتهم بتجسسه على المنظمة. بعدها صرح أكاي شويتشي بضرورة نسيان الخلافات وتوحيد الجهود من أجل الوصول للهدف المشترك وهو القضاء على المنظمة السوداء.

### مكتب التحقيقات والسلطات اليابانية
لم توافق السلطات اليابانية على عمل مكتب التحقيقات في اليابان، لذلك فهم يعملون دون إذن منهم مما يمنعهم من بعض الامتيازات المهمة مثل التحقق من بيانات المجرمين الموجودة لدى السلطات اليابانية. تلاقت العميلة جودي سانتيمليون وغيرها من العملاء أكثر من مرة مع أفراد الشرطة اليابانية، وعند علمهم بكونهم عملاء للـ FBI كانوا يلجؤون لكذبة أنهم في عطلة بعد الفشل في إحدى المهمات في الولايات المتحدة.

## حلقات الظهور
| #       | #             | عنوان الحلقة                                                      | عنوان الحلقة                         | تفاصيل الحلقة | تفاصيل الحلقة  |
| اليابان | العالم العربي | باليابانية                                                        | بالدبلجة العربية                     | في المانغا    | تاريخ العرض    |
| ------- | ------------- | ----------------------------------------------------------------- | ------------------------------------ | ------------- | -------------- |
| 288     | 305           | (سينشي كودو) في نيويورك (الجزء الثالث)                            | شيء من الماضي (الجزء الثالث)         | فصل 350-354   | 29 يوليو 2002  |
| 308     | 328           | خطوات الظلام (الجزء الثاني)                                       | شهادة صامتة(الجزء الثاني)            | فصل 377-379   | 3 فبراير 2003  |
| 338     | 358           | أربع سيارات بورش (الجزء الأول)                                    | جريمةٌ في سيارة فاخرة (الجزء الثاني)  | فصل 420-422   | 20 أكتوبر 2003 |
| 339     | 359           | أربع سيارات بورش (الجزء الثاني)                                   | جريمةٌ في سيارة فاخرة (الجزء الثاني)  | فصل 420-422   | 27 أكتوبر 2003 |
| 345     | 366-370       | المواجهة وجهًا لوجه مع المنظمة السوداء: لغزان في ليلة اكتمال القمر | دعوة من مجهول                        | فصل 429-434   | 5 يناير 2004   |
| 346     | 371           | البحث عن علامة أسفل الظهر (الجزء الأول)                           | مفتاح السيارة المفقود (الجزء الثاني) | فصل 435-437   | 12 يناير 2004  |
| 357     | 372           | البحث عن علامة أسفل الظهر (الجزء الثاني)                          | مفتاح السيارة المفقود (الجزء الثاني) | فصل 435-437   | 19 يناير 2004  |
| 425     | ××            | الصدمة السوداء لحظة الوقوع في قبضة المنظمة                        | لم تُعرض بعد                          | فصل 499-504   | 9 يناير 2006   |
| 462     | ××            | ظل المنظمة السوداء (الشاهد الصغير)                                | لم تُعرض بعد                          | فصل 550-552   | 29 يناير 2007  |
| 491     | ××            | تصادم الأحمر والأسود (البداية)                                    | لم تُعرض بعد                          | فصل 585-586   | 14 يناير 2008  |
| 492     | ××            | تصادم الأحمر والأسود (أقرباء بالدم)                               | لم تُعرض بعد                          | فصل 587-590   | 21 يناير 2008  |
| 493     | ××            | تصادم الأحمر والأسود (الصراخ)                                     | لم تُعرض بعد                          | فصل 587-590   | 28 يناير 2008  |
| 494     | ××            | تصادم الأحمر والأسود (هاديس)                                      | لم تُعرض بعد                          | فصل 587-590   | 4 فبراير 2008  |
| 495     | ××            | تصادم الأحمر والأسود (الغيبوبة)                                   | لم تُعرض بعد                          | فصل 595-598   | 11 فبراير 2008 |
| 496     | ××            | تصادم الأحمر والأسود (الغزو)                                      | لم تُعرض بعد                          | فصل 595-598   | 18 فبراير 2008 |
| 497     | ××            | تصادم الأحمر والأسود (الإفاقة)                                    | لم تُعرض بعد                          | فصل 599-604   | 25 فبراير 2008 |
| 498     | ××            | تصادم الأحمر والأسود (الاضطراب)                                   | لم تُعرض بعد                          | فصل 599-604   | 3 مارس 2008    |
| 499     | ××            | تصادم الأحمر والأسود (التمويه)                                    | لم تُعرض بعد                          | فصل 599-604   | 10 مارس 2008   |
| 500     | ××            | تصادم الأحمر والأسود (الوصية)                                     | لم تُعرض بعد                          | فصل 599-604   | 17 مارس 2008   |
| 501     | ××            | تصادم الأحمر والأسود (الاشتباه)                                   | لم تُعرض بعد                          | فصل 605-609   | 14 أبريل 2008  |
| 502     | ××            | تصادم الأحمر والأسود (البراءة)                                    | لم تُعرض بعد                          | فصل 605-609   | 28 أبريل 2008  |
| 503     | ××            | تصادم الأحمر والأسود (الاستعداد للموت)                            | لم تُعرض بعد                          | فصل 605-609   | 12 مايو 2008   |
| 504     | ××            | تصادم الأحمر والأسود (الموت أثناء تأدية المهمة)                   | لم تُعرض بعد                          | فصل 605-609   | 19 مايو 2008   |
| 509     | ××            | أحمر وأبيض وأصفر وفريق المتحرين الصغار                            | لم تُعرض بعد                          | فصل 622-624   | 14 يوليو 2008  |
| 563     | ××            | فرقة المتحرين الصغار ضد اللصوص "الاضطراب"                         | لم تُعرض بعد                          | فصل 677-679   | 23 يناير 2010  |
| 564     | ××            | فرقة المتحرين الصغار ضد اللصوص "الصمت"                            | لم تُعرض بعد                          | فصل 677-679   | 30 يناير 2010  |
| 578     | ××            | الفأل الأحمر المسبب لللأزمة                                       | لم تُعرض بعد                          | فصل 699-704   | 26 يونيو 2010  |
| 579     | ××            | الاقتراح الثالث عشر الأسود                                        | لم تُعرض بعد                          | فصل 699-704   | 3 يوليو 2010   |
| 580     | ××            | اقتراب المهلة السوداء                                             | لم تُعرض بعد                          | فصل 699-704   | 10 يوليو 2010  |
| 581     | ××            | الهدف الأحمر المرتجف                                              | لم تُعرض بعد                          | فصل 699-704   | 17 يوليو 2010  |
| 651     | ××            | كونان ضد هيجي: معركة الاستنتاجات بين متحريي الشرق والغرب          | لم تُعرض بعد                          | فصل 778-780   | 24 مارس 2012   |
| 734     | ××            | ذكريات جودي وفخ مشاهدة تفتُّح الزهور                                | لم تُعرض بعد                          | فصل 850-852   | 29 مارس 2014   |
| 779     | ××            | المُقدِّمة القرمزيَّة                                                  | لم تُعرض بعد                          | فصل 891-893   | 30 مايو 2015   |
| 780     | ××            | المُطاردة القرمزيَّة                                                 | لم تُعرض بعد                          | فصل 891-893   | 6 يونيو 2015   |
| 781     | ××            | التقاطع القرمزي                                                   | لم تُعرض بعد                          | فصل 894-898   | 13 يونيو 2015  |
| 782     | ××            | العودة القرمزية                                                   | لم تُعرض بعد                          | فصل 894-898   | 20 يونيو 2015  |
| 783     | ××            | الحقيقة القرمزية                                                  | لم تُعرض بعد                          | فصل 894-898   | 27 يونيو 2015  |

## وصلات خارجية
- (بالإنجليزية) صفحة مكتب التحقيقات في موسوعة عالم المحقق كونان